# Paroisse Saint-Maurice
Pour les articles homonymes, voir Saint-Maurice.
Ne doit pas être confondu avec Saint-Maurice Pellevoisin.
La paroisse Saint-Maurice s’est développée à partir de «Fins», un des noyaux originels de Lille autour de son église dont l’existence est attestée en 1066. La paroisse peuplée en majorité d’artisans devient un des quartiers ouvriers de la ville à la Révolution industrielle avant de se fondre progressivement à partir de la fin du XIXe siècle dans l’hypercentre commercial de la métropole.

## Les origines
Le lieu-dit Fins, du latin fines frontière, est un habitat d’origine gallo-romaine, probablement autour d’un lieu de culte dédié à Mars, ce que semble attester le défaut d'orientation de l'église et la dédicace à Saint Maurice, unique  dans le diocèse de Tournai, généralement donnée à des lieux frontaliers. Le site au bord de la Deûle, à la limite entre les cités gallo-romaines des Atrébates et des Ménapiens, était à la pointe d'un territoire non inondable (à l'emplacement de l'actuel quartier Saint-Sauveur), longé par les vallées de la Riviérette à l'ouest et du Becquerel à l'est, entre les confluents de ces deux rivières avec la Deûle. Fins était placé sur l'axe de communication important correspondant à l'actuelle rue Pierre-Mauroy, où le franchissement de la voie d'eau était le plus facile et celui parallèle des actuelles rues de Tournai, rue de la Quenette et rue des Arts dont le passage aurait été protégé par une hypothétique motte castrale entre l'actuelle place des Reignaux et l'église Saint-Maurice.
Cette chaussée en provenance de l’Artois et du Douaisis, se dirigeant vers Menin, Courtrai et Bruges, traversait sur un pont situé à l’angle des actuelles rues Pierre-Mauroy et des Ponts-de Comines la Deûle, qui s’étendait, avant les travaux de canalisation du Moyen Âge, en un large chenal recouvrant la plus grande partie des actuelles place du Général-de-Gaulle et du Théâtre. Ce franchissement se prolongeait  jusqu’à la rue Grande-Chaussée par un passage à sec, probablement voie sur madriers qui pourrait dater du VIe siècle ou VIIe siècle.
Fins est un des noyaux originels de la ville de Lille avec, sur l’autre rive, le castrum autour du palais de la Salle et de la collégiale Saint-Pierre, la motte châtelaine et le suburbium (triangle entre la rue Grande-Chaussée, la rue Esquermoise et la rue Basse).
La première mention en  875 du  village de Fins où s'est réuni le tribunal comtal, le Mallus Publicus, est antérieure à celle du premier document  de 1054 où Lille est évoqué à propos d’un combat à proximité de l’« islense castellum ».
La première mention écrite de l'église Saint-Maurice est l'acte de création de la collégiale saint Pierre en 1066, où les revenus de l'autel Saint Maurice de Fins reviennent à celle-ci.
Saint-Maurice était peut-être la première motte de Lille, symétrique de la Motte Châtelaine de  l’autre rive, ce qu’attesterait  la forme arrondie des parcelles cadastrales longues et serrées en ailes de moulins autour de l’ancienne maison seigneuriale des Reignaux au nord de l’église. Cette maison-forte aménagée en 1213 par Philippe-Auguste en fort aurait constitué la motte. Cette configuration parcellaire effacée par les aménagements du XIXe siècle (percement de la rue Faidherbe, élargissement de la rue des Ponts-de-Comines et démolition du quartier des places de Comines entre l’église et la place des Reignaux), était assez nette sur le plan cadastral de 1820. Le canal des Ponts-de-Comines serait l’équivalent du canal de Weppes dont le creusement avec celui du canal Saint-Pierre qui le prolonge, aurait  permis le développement d’un nouveau noyau urbain décrit par la Charte de 1066, au détriment de celui de Fins peut-être antérieur. L’ancien quartier à l’ouest de la rue des Ponts-de-Comines autour du marché aux poissons, emporté par le percement de la rue Faidherbe, aurait été l’équivalent du castrum au pied de l'actuelle place Gilleson autour de la rue de la Monnaie et de la place aux Oignons.

Le site de Fins-Saint-Maurice
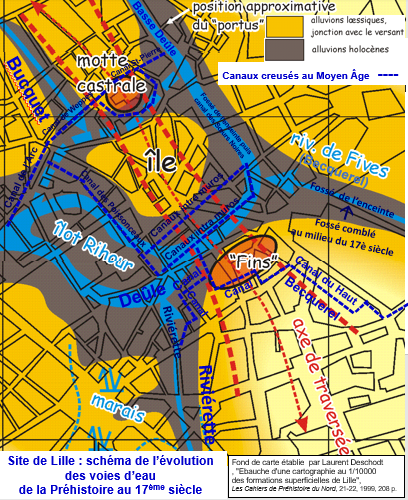
Site de Lille, schéma de l’évolution des cours d’eau de la Préhistoire au début du XVIIe siècle
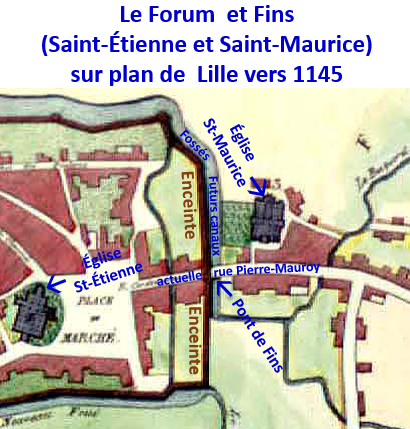
Fins St-Maurice et le Forum vers 1145
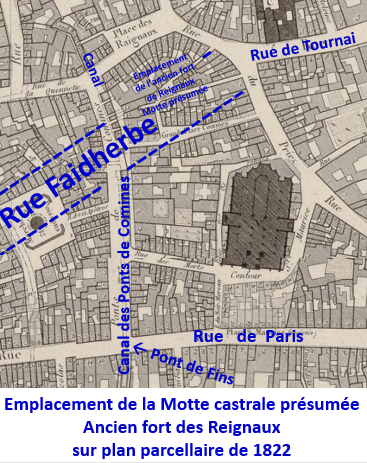
Motte castrale présumée sur plan de 1822

## Le développement au Moyen Âge
Saint-Maurice est érigée en paroisse, avec celle de Saint-Sauveur, par une bulle du pape Célestin II de 1144  et un acte de 1205 mentionne Saint-Sauveur comme faisant partie de Lille ce qui atteste du développement de Fins vers le sud.
La paroisse Saint-Maurice se situe entre ; 
- au nord-ouest, la paroisse Saint-Étienne, quartier commerçant qui comprend le « forum » mentionné dans la Charte de 1066 entre les rues Esquermoise et Grande-Chaussée, et l’ancien lit de la Deûle progressivement asséché par le creusement de canaux à la fin du XIIIe siècle où s’établissent le marché de la Grande Place et plusieurs bâtiments qui la bordent vers l'actuelle rue Saint-Nicolas, halle échevinale, Boucheries, hôpital Saint-Nicolas ;
- au sud-est, le quartier populaire de Saint-Sauveur.

Une enceinte établie probablement vers la fin du XIIe siècle, constituée de murs en terre, entoure les deux paroisses Saint-Pierre (« castrum » de la Charte de 1066) et Saint-Étienne et se raccorde à deux murailles primitives datant du XIe siècle autour de chacun de ces deux quartiers.
Cette enceinte forme la limite entre la paroisse Saint-Étienne et la paroisse Saint-Maurice. Après la destruction de ce tronçon de rempart liée à l'extension de l'enceinte pour englober les paroisses de Saint-Maurice et de Saint-Sauveur, à la fin du XIIe siècle, plus probablement vers 1230 après les destructions du siège de 1213, son fossé extérieur devient un ensemble de 3 canaux, le canal de la rue de Paris, le canal des Ponts-de-Comines longeant la rue éponyme et le canal de la Quenette qui se déverse dans le fossé de l’enceinte alimenté en amont par le Becquerel.
Le territoire à l’intérieur de la paroisse est assaini par des travaux de canalisation ce qui permet son développement.
Une partie de l’eau du Becquerel, dont  le cours originel correspond au fossé de l’enceinte entre la porte de Fives (à l’emplacement de l’actuelle Cité administrative) à son confluent avec la Basse Deûle (à l’emplacement de l’actuelle place Louise de Bettignies)  est détourné par les canaux du Haut et du Bas-Becquerel creusés au cours du XIIe siècle. Le canal du Bas Becquerel contournait par l’ouest et le sud l’ilot autour de l’église Saint-Maurice, traversant la rue de Paris au niveau de l’actuel numéro 65, s’écoulant parallèlement à cette rue, traversant la rue du Sec Arembault au n° 25 pour se jeter dans le canal du pont de Fins  (celui-ci correspondant à la régularisation de la Deûle). Ce confluent était situé dans l’ilot entre les rues de Paris, du Sec-Arembault, Neuve et Saint-Nicolas. Le cours de la Riviérette, petit affluent de la Deûle, est également canalisé et dirigé sur le canal du Haut Becquerel, le confluent entre ces deux canaux étant situé à l’intérieur de l’ilot entre les rues de Paris, du Molinel, des Tanneurs et du Sec-Arembault. Un autre canal, le Dorelot, s’écoule dans cet ilot où sont établies des tanneries.
Outre la rue de la Cordwannerie (actuelle rue Pierre-Mauroy) dont le nom évoque les métiers du cuir, les voies principales de la paroisse étaient la rue du Molinel, amorce à partir de la rue de la Cordwannerie de la route de Béthune par Wazemmes et Esquermes et la rue de la Hamerie, (actuelle rue de Tournai), ces deux rues formant la limite avec la paroisse Saint-Sauveur.

## L’ époque moderne
Saint-Maurice était l’une des trois paroisses les plus ouvrières de Lille avec Sainte-Catherine et Saint-Sauveur, cependant à un degré moindre que celle-ci, car des négoces textiles étaient établis rue de Paris. L’activité textile est prépondérante à partir du XVe siècle sous forme artisanale de fabrication d’étoffes de sayetterie.
Au début du  XVIe siècle, la paroisse s’étend sur une partie du territoire des agrandissements de la ville.
- au sud, celui de 1603-1607 autour de la rue du Molinel prolongée de l’ancienne porte du Molinel (à l’angle de l’actuelle rue de la Riviérette) à la porte Notre-Dame (détruite dans les années 1860) construite à l’emplacement de l’actuelle place de Béthune. Ce territoire englobe l'ancien faubourg du Molinel qui dépendait auparavant de la paroisse de Wazemmes[7] ;
- au nord, celui de 1617-1622 autour de la rue du Vieux Faubourg  et de la rue Saint-Maurice (actuelle rue de Roubaix) entre l’ancienne porte au nord de la place des Reignaux et la porte Saint-Maurice (actuelle porte de Roubaix).

Après ces transformations Saint-Maurice est la paroisse la plus étendue de la ville.

## La Révolution industrielle
Au cours du XIXe siècle, l’industrie remplace l’activité artisanale.
La paroisse est en majorité composée de rues étroites et insalubres ;  
- autour de l’église Saint-Maurice ;
- au nord de celle-ci autour des anciennes petite et grande place de Comines ;
- les courettes minuscules en cul-de-sac adossées à la caserne Saint-Maurice, autour de la cour des Élites donnant sur la rue du Vieux Faubourg ;
- la rue des Tanneurs, étroite avant son élargissement dans les années 1960, et les voies environnantes, rue de l’ABC (actuelle rue de la Riviérette), rue Détournée.

302 maisons avaient une surface inférieure à 45 m2 , 79 étaient situées sur 14 cours.
En 1856, sur une population de 19 081 habitants, le 1er arrondissement, correspondant approximativement à la paroisse Saint-Maurice, comprenait 7 018 ouvriers de la grande industrie soit 39 % (32 % pour l’ensemble de la ville, 43 % à Saint-Sauveur).

## Les transformations urbaines du la fin duXIXesiècleet duXXesiècle
Le quartier est bouleversé autour de 1870 par de grands travaux d'urbanisme ;
- création de la place de la gare à l’extrémité de la rue de Tournai faisant disparaître la rue Sainte-Marie-Madeleine,
- percée de la rue de la Gare (actuelle rue Faidherbe) qui fait disparaître les places de Comines, le marché aux poissons et un ensemble de cours et de ruelles sordides et par l'élargissement de la rue des Ponts-de-Comines,
- agrandissement de l’église Saint-Maurice avec dégagement du parvis remplaçant les étroits contour Saint-Maurice et rue des os rongés.

Ces travaux entrainent l’évolution du quartier qui perd sa population ouvrière et devient progressivement plus commerçant.

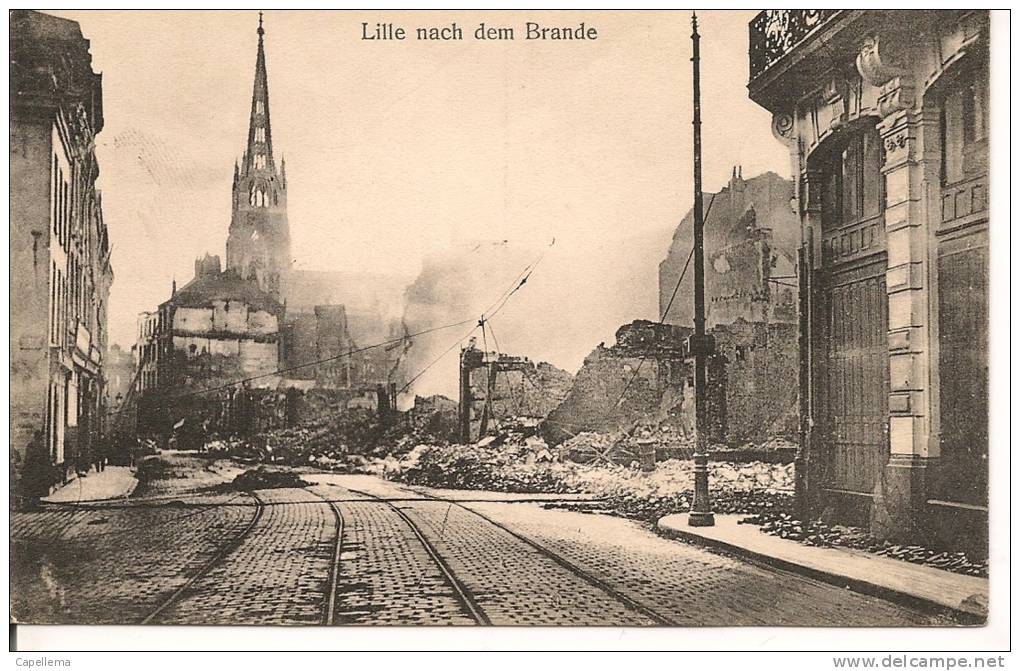
La rue de Paris après le bombardement de 1914

Son territoire est le plus atteint des quartiers de la ville par les bombardements du siège de 1914 qui détruisent la majorité des bâtiments des rues Faidherbe, de Béthune, du Vieux Marché aux Moutons, Bourdeau, du Molinel, en partie  ceux des rues de Tournai, de Paris, du Vieux Faubourg et de la place des Reignaux.
La reconstruction des années 1920 amène l’élargissement et le prolongement de la rue du Molinel, le remplacement de l’étroite rue du Bourdeau par la rue Charles Saint-Venant.
Saint-Maurice devient un lieu de passage entre la gare et les places du Théâtre et du Général-de-Gaulle, entre Wazemmes et le centre et un territoire commerçant autour des rues de Béthune et Faidherbe.
Cette évolution s’achève à la fin du XXe siècle avec la disparition de l’ilot des Élites entre la rue du Vieux Faubourg et la place des Buisses. Cet ensemble de maisons délabrées, en majorité abandonnées depuis les années 1950, rasées dans les années 1990 est remplacé par des immeubles de bureaux.
Au XXIe siècle, l’ancienne paroisse Saint-Maurice englobée avec Saint-Sauveur et Saint-Étienne dans la paroisse Saint-Eubert et son quartier dans celui de Lille-Centre a perdu son identité et n'apparaît plus que comme une fraction de l’hypercentre.